# Az arles-i nő – Madame Ginoux portréja

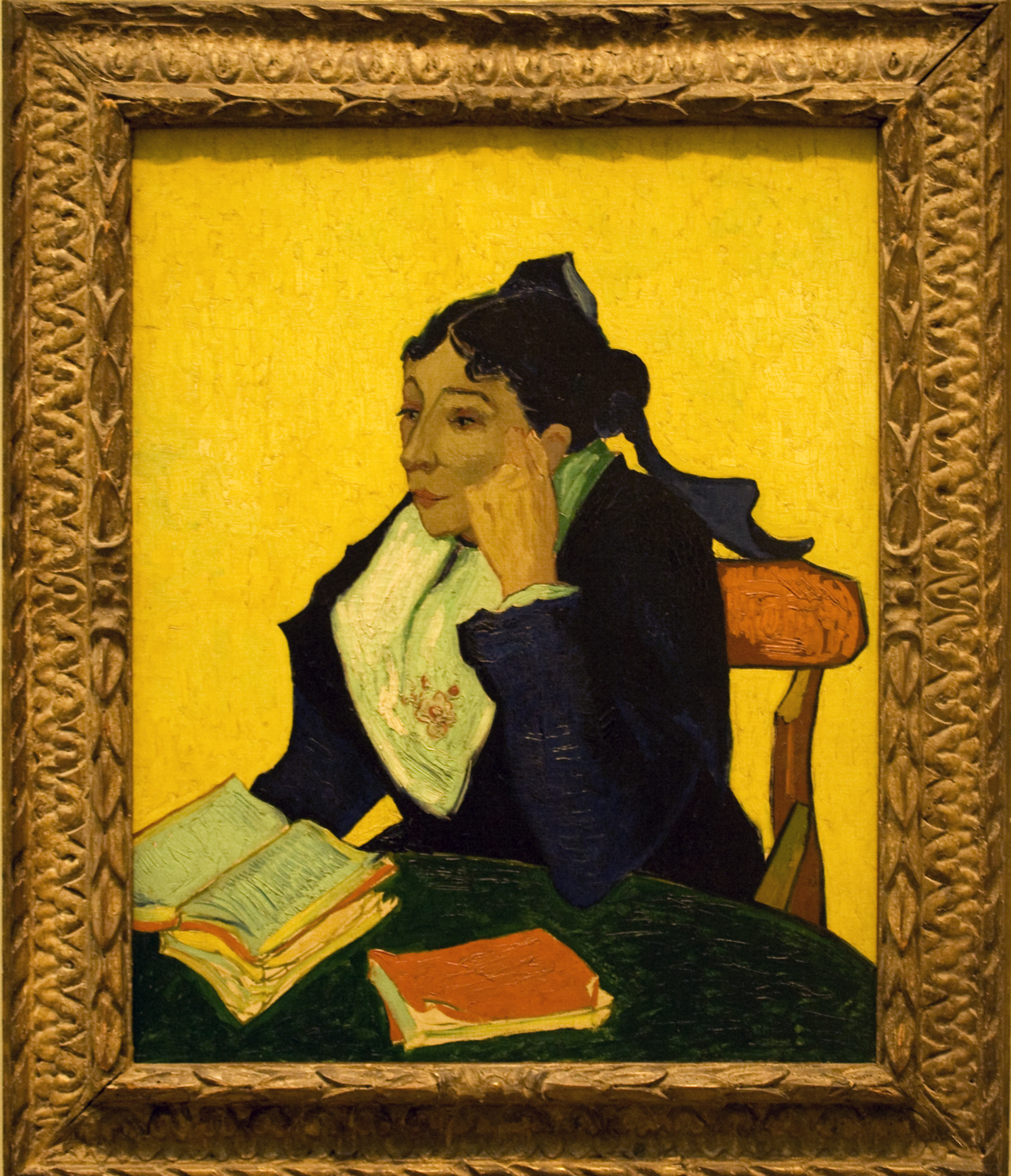

Az arles-i nő – Madame Ginoux portréja Vincent van Gogh festménye a New York-i Metropolitan Művészeti Múzeumban.
Marie Jullian (vagy Julien), 1848-ban született Arles-ban és ott is hunyt el 1911-ben. 1866-ban ment férjhez Joseph-Michel Ginoux-hoz. Ketten vezették a Café de la Gare vendéglőt, ahol Van Gogh szállást kapott 1888 májusától szeptemberéig, mielőtt a híres Sárga Házba költözött.
Paul Gauguin is Arles-ban töltött két hónapot barátjával, Vincent-tal. Ő tudta rávenni Madame Ginoux-t 1888 novemberében, hogy üljön modellt számukra. A 40 év körüli tulajdonos asszony a legendás sötét hajú arles-i szépségek helyi viseletében ült le velük. A két barát nagy örömmel látott munkához és alig egy óra alatt elkészítették alkotásaikat: Gauguin egy szénrajzot, Van Gogh egy gyors festményt, a Gauguin által hozott zsákvászonra. Ez az első változat jelenleg a párizsi Orsay Múzeumban látható. Van Gogh később elkészítette a festmény egy új, az itt jobbra látható változatát is, immár a kereskedelmi forgalomban kapható kikészített festővászonra. Ezen a képen az asztalon kesztyű és esernyő helyett (üzleti) könyvek láthatók. Ez az a festmény, amely a Metropolitan tulajdonában van (Sam A. Lewisohn hagyatéka 1951-ből).
A kép nagy, egyszínű felületei, az alak határozott körvonalai a két barátot akkor erősen foglalkoztató japán stílust tükrözik.
Van Gogh a képet elkészülte után Madame Ginoux-nak ajándékozta.
Miután Van Gogh bevonult a Saint-Rémy-i szanatóriumba, további négy képet festett Madame Ginoux-ről, Gauguin szénrajza alapján. Néhányat ezek közül az alábbi galériában láthatunk, Gauguin-nek ugyancsak az eredeti szénrajz alapján kidolgozott festményével együtt.

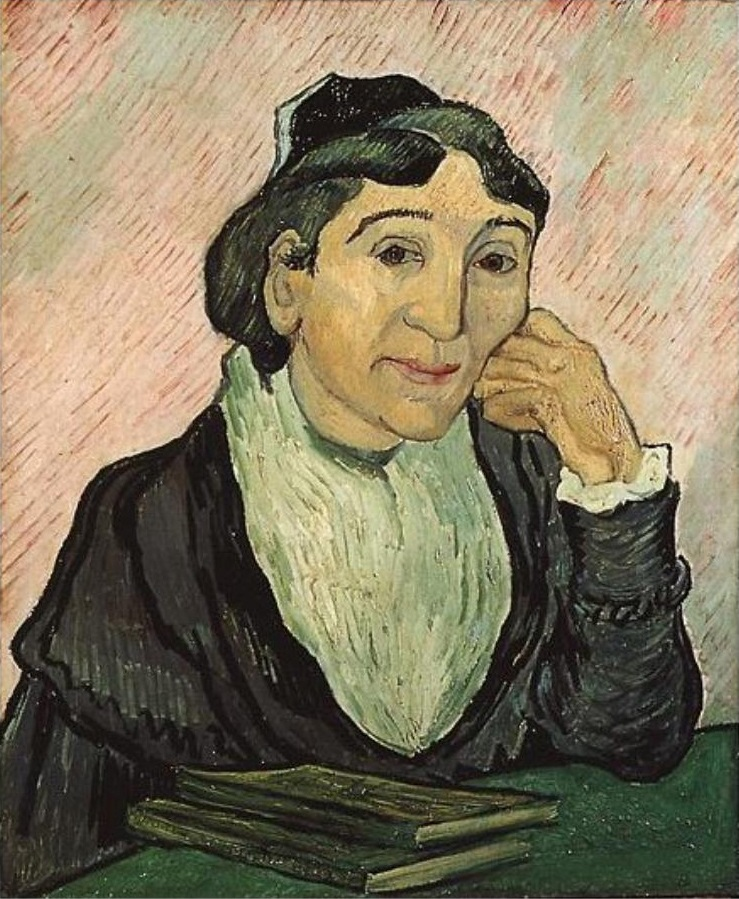
L'Arlésienne - Róma
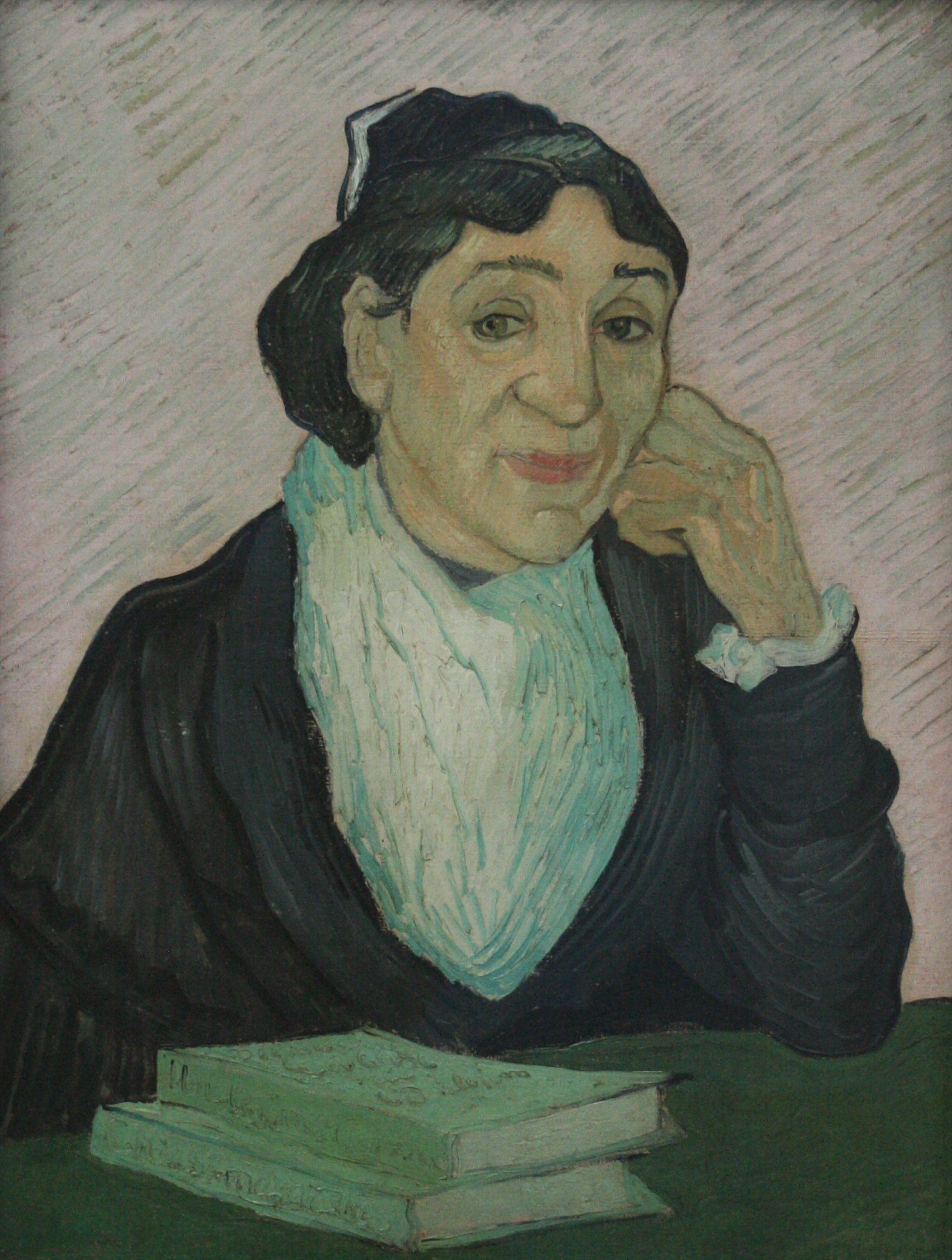
L'Arlésienne - Otterlo
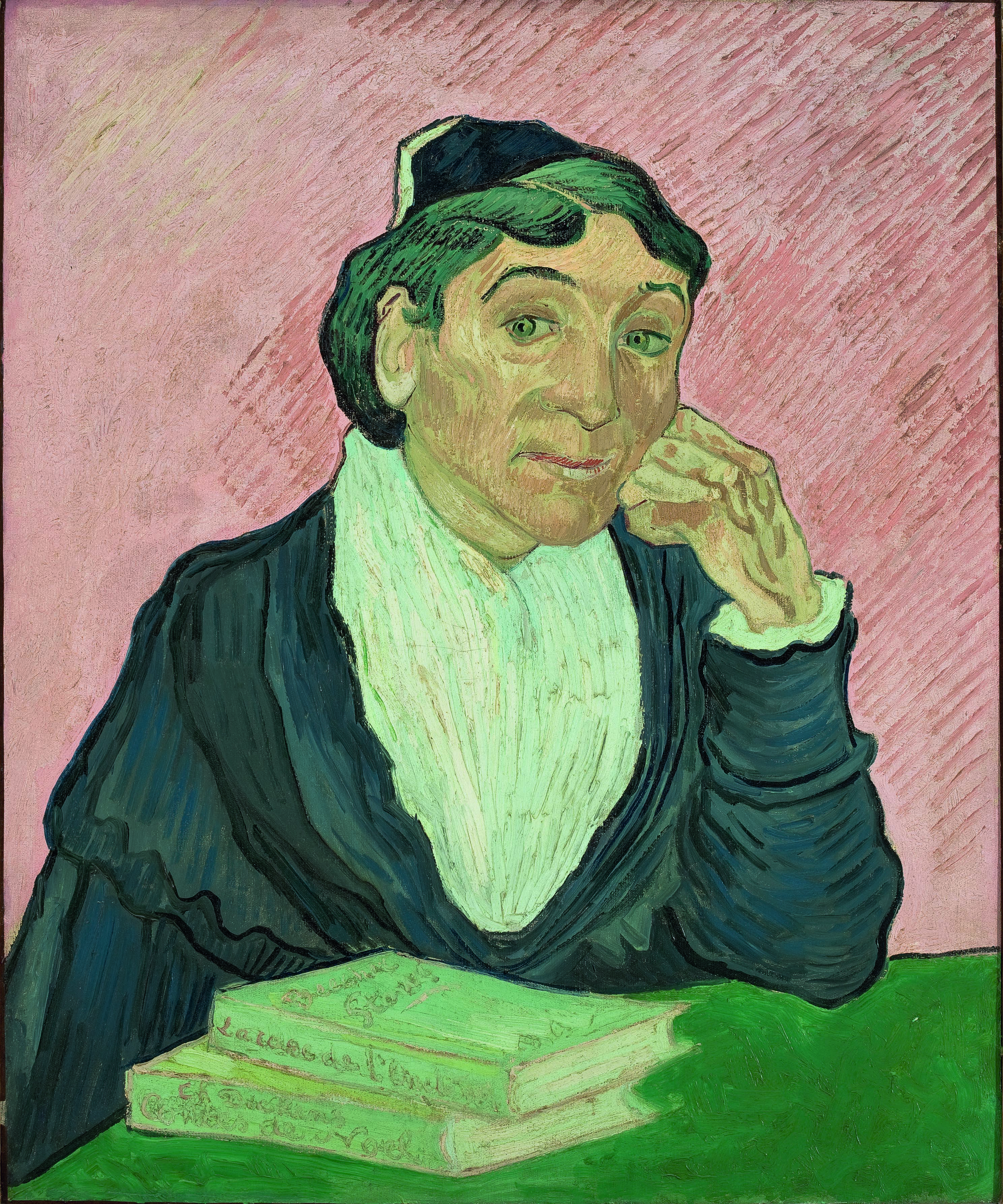
L'Arlésienne - Sao Paulo
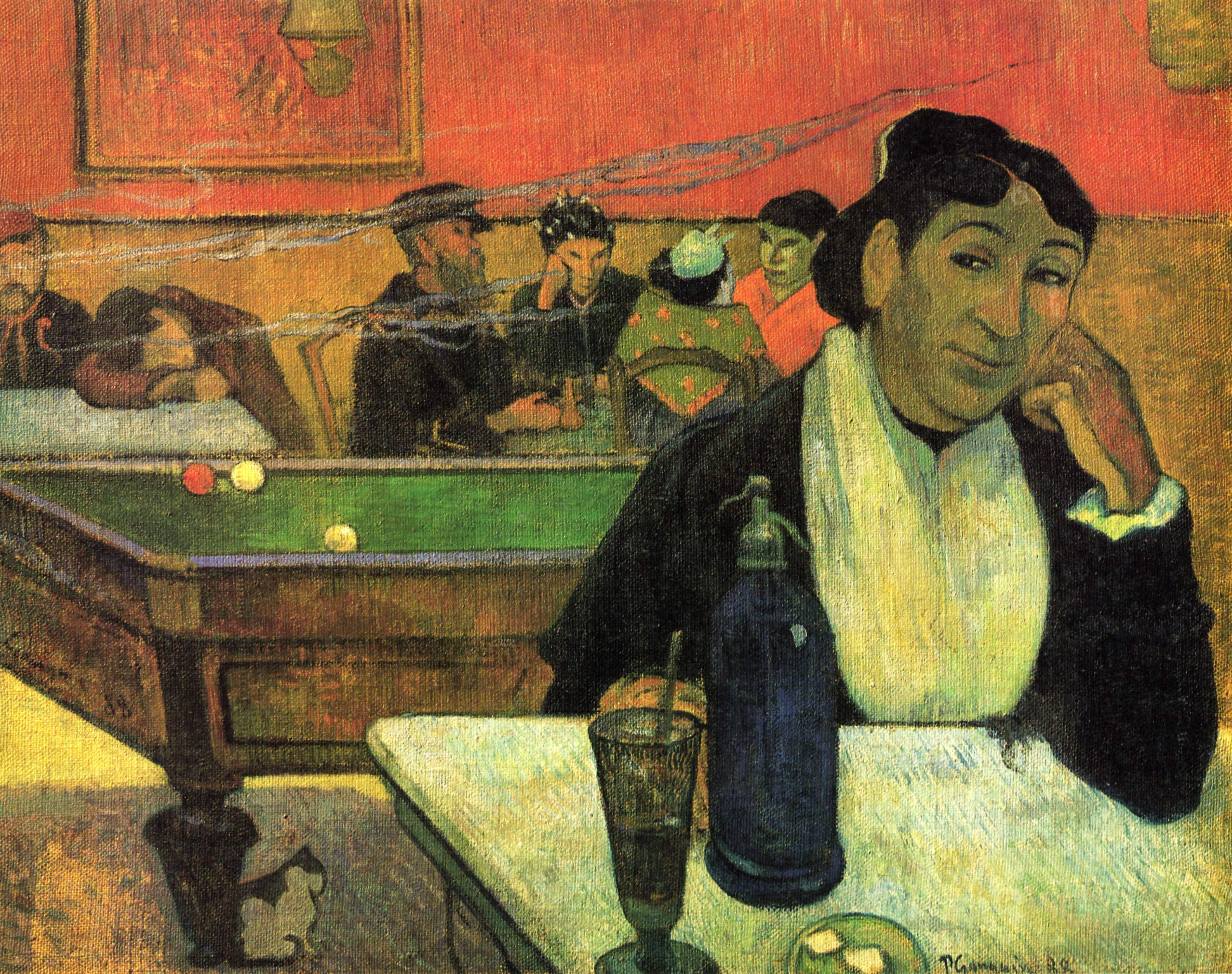
Gauguin festménye: Éjjeli kávéház